# Juan Ponce de León

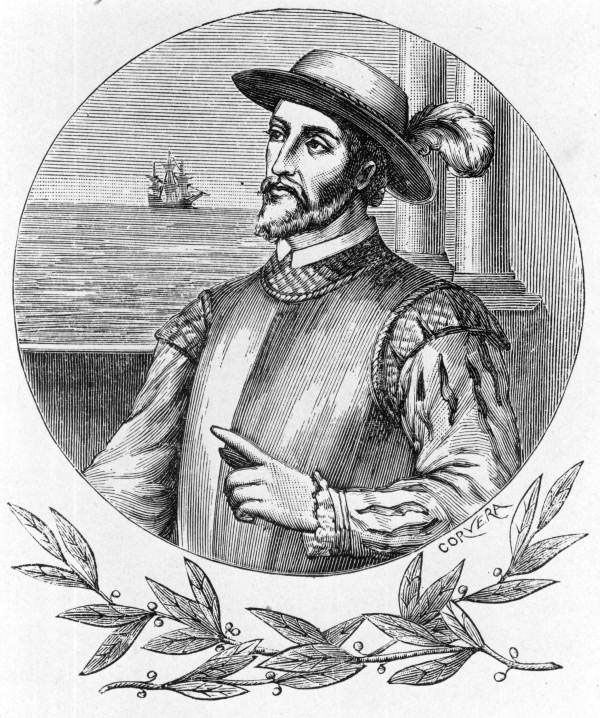
Juan Ponce de León

Juan Ponce de León (* um 1460 in Santervás de Campos, Provinz Valladolid, Spanien; † Juli 1521 in Havanna, Kuba) war ein spanischer Konquistador. Er gilt weithin – aus europäischer Sicht – als Entdecker Floridas.

## Leben
Als unehelicher Sohn eines spanischen Adeligen geboren, nahm Juan Ponce de León bereits mit 18 Jahren im Rahmen der Reconquista an Kämpfen gegen die Mauren in Süd-Spanien teil. 1493 begleitete er Christoph Kolumbus auf dessen zweiter Reise nach Amerika.
1508 gründete er Caparra (das spätere San Juan), die erste europäische Siedlung in Puerto Rico. Er wurde von Häuptling Agüeybaná mit offenen Armen empfangen. León wurde zum Gouverneur ernannt, wobei die Ur-Bevölkerung später sehr unter seiner Herrschaft zu leiden hatte. Von Diego Kolumbus aus dem Gouverneurs-Amt gedrängt, erhielt er im Gegenzug 1512 von König Ferdinand den Auftrag, die Insel Bimini zu erkunden, zu erobern und zu besiedeln. Am 4. März 1513 brach er mit drei Schiffen von Puerto Rico aus nach Norden auf.

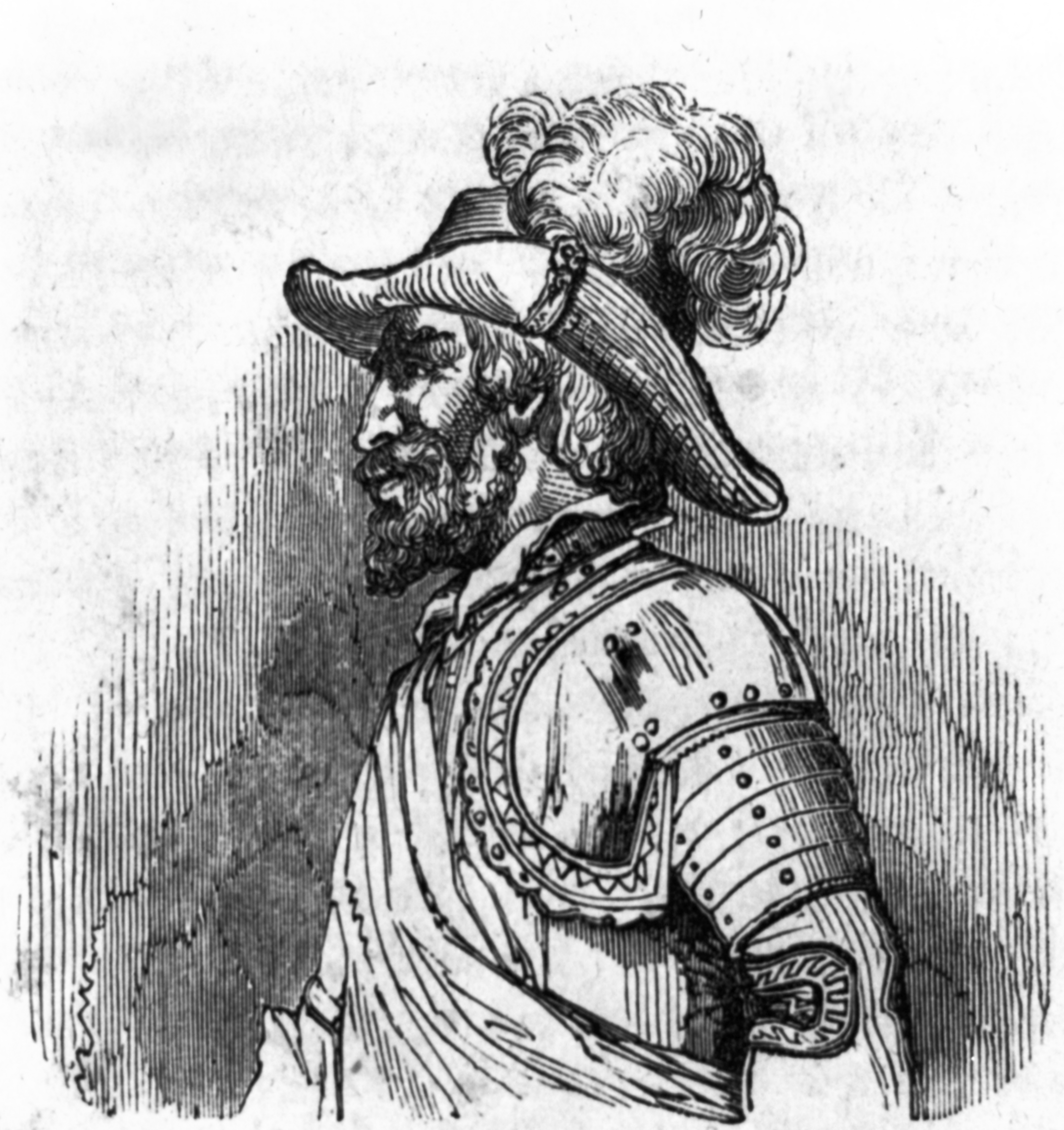
Juan Ponce de León

Am 27. März 1513 sichtete er zum ersten Mal Nordamerika (Florida) und hielt es für eine weitere Insel. Am 3. April ging er nördlich des heutigen St. Augustine erstmals an Land. Es gilt jedoch als wahrscheinlich, dass bereits vor ihm europäische Sklavenjäger, die von den Bahamas aus operierten, das Festland Floridas betreten haben. Da die Entdeckung zur Osterzeit (span. „pascua de flores“) erfolgte, nannte er das Land La Florida. In den folgenden Jahrzehnten wurde diese Bezeichnung von den Spaniern nicht nur für die heute bekannte Halbinsel, sondern praktisch für den gesamten Südosten der heutigen USA verwendet.
Ponce de León wird häufig auch die Entdeckung des Golfstroms zugeschrieben. Tatsächlich fiel diese starke Meeresströmung seinem Navigator Antón de Alaminos auf. Ursprünglich vermutete der Konquistador, das warme Wasser stamme aus dem Golf von Mexiko. Heute weiß man, dass für die Entstehung des Golfstroms mehrere Faktoren zusammenkommen. 
1514 erhielt Ponce de León die Erlaubnis, die Insel Florida zu kolonisieren, kehrte aber erst 1521 dorthin zurück. Am 2. April 1521 landete er an der Ostküste Floridas und nahm das neu entdeckte Land für Spanien in Besitz.
Ponce de León und seine Gruppe wurden von Einheimischen angegriffen, und er wurde von einem vergifteten Pfeil getroffen. Nach diesem Angriff kehrte er nach Havanna zurück, wo er starb.

## Fiktion
Bei der hartnäckig wiederholten Behauptung, Ponce de León sei auf der Suche nach dem mythischen Jungbrunnen gewesen, handelt es sich vermutlich um eine apokryphe Legende, die sich erst 14 Jahre nach seinem Tod in den Schriften von Gonzalo Fernández de Oviedo belegen lässt. Zudem wird dieses Detail in dem ursprünglich durch König Ferdinand erteilten Auftrag mit keinem Wort erwähnt.
Ponce de León tritt als uralter Mann in dem Roman In fremderen Gezeiten von Tim Powers auf, der den vierten Teil Pirates of the Caribbean – Fremde Gezeiten der Pirates-of-the-Caribbean-Filme inspirierte. Er kennt den Weg zum Jungbrunnen, nach dem der Pirat Blackbeard in Roman und Film sucht.

## Nachleben
Das Ponce de León Hotel wurde um 1888 in St. Augustine von einem US-amerikanischen Millionär als Nachbau im spanischen Renaissance-Stil errichtet. Es dient heute als Hauptgebäude des Flagler College. Es zählt in den USA zu den National Historic Landmarks.
Nach Ponce de León wurden der Ort Ponce de Leon sowie das Leon County im US-Bundesstaat Florida benannt.